# Blue Hill (Nebraska)
Pour les articles homonymes, voir Blue Hill.
Blue Hill est une ville américaine située dans le Comté de Webster, au Nebraska. Selon le recensement de 2010, sa population est de 936 habitants.